# Церінг Вангді
Церінг Вангді (нар. 27 січня 1992, Пхуентсхолінг, Бутан) — бутанський футболіст, півзахисник клубу «Тхімпху Сіті» та національної збірної Бутану.

## Клубна кар'єра
Футбольну кар'єру розпочав у 2008 році в клубі «Транспорт Юнайтед». У 2011 році приєднався до «Єедзіна». У 2015 році перейшов до «Друк Юнайтед». По ходу сезону 2016 року підсилив «Тертонс». З 2017 року захищає кольори «Тхімпху Сіті». 

## Кар'єра в збірній
У футболці національної збірної Бутану дебютував 25 березня 2011 року.